# Cotoneaster inexspectatus
Cotoneaster inexspectatus es una especie de planta del género Cotoneaster, perteneciente a la familia Rosaceae.

## Taxonomía
Cotoneaster inexspectatus fue descrita por Gerhard Klotz en 1978.

## Distribución
Se encuentra en el territorio de Nepal y occidente del Himalaya.